# Patykówka
Patykówka – nieduża polana w Paśmie Łysiny w Beskidzie Małym. Znajdowała się na wysokości około 800 m n.p.m. na północno-zachodnich zboczach Gibasówki. Obecnie niemal całkowicie zarosła lasem. Na mapach Patykówka jest umieszczana zupełnie błędnie. Np. na mapie Geoportalu umieszczono ją 5 km dalej, po północnej stronie szczytu Madohory.
Przez Patykówkę i grzbietem Pasma Łysiny biegnie zielony szlak turystyczny, z polanki tej odchodzi także ścieżka do Osuwiska w Czarnych Działach i Jaskiń w Czarnych Działach. Na polance rośnie naparstnica purpurowa, również w odmianie białej.
Polana znajduje się w obrębie wsi Ślemień w województwie śląskim, w powiecie żywieckim. Wymienia ją przewodnik Beskid Mały i zaznaczona jest na mapie Compassu. Tymczasem na grzbiecie Pasma Łysiny są inne, dużo większe i widokowe polany, nie posiadają jednak nazwy własnej.
Szlaki turystyczne
 Kocierz Rychwałdzki – Łysina – Przełęcz Płonna – Kucówki – Czarne Działy – Gibasówka – Gibasów Wierch – Przełęcz pod Madohorą – Madohora (Mlada Hora)– rozstaje Anuli – Smrekowica – rozdroże pod Smrekowicą – Suwory – Krzeszów